# Oktroihäuschen
Das Oktroihäuschen (auch: Altes Oktroihaus) ist ein Bauwerk in Darmstadt.

## Geschichte und Beschreibung
Das Oktroihäuschen entstand nach dem Jahre 1870 zur Erhebung des Stadtzolls und als Wohnung des Zollerhebers.
Mit der Ausdehnung der Stadt Darmstadt wurde die Oktroilinie im Jahr 1871 von den alten Stadttoren weg in die Außenbezirke verlegt; im Norden bis an die Trasse der Odenwaldbahn. Das Oktroihäuschen ist als einziges aus einer Reihe identischer Zollhäuser erhalten geblieben.
Der eingeschossige traufständige Putzbau besitzt ein schiefergedecktes Satteldach.

## Denkmalschutz
Das spätklassizistische Gebäude wurde aus architektonischen und stadtgeschichtlichen Gründen zum Kulturdenkmal erklärt.

## Etymologie
Der Name Oktroihäuschen wurde von Oktroy abgeleitet.